# Burn'Em Up Barnes (1934)

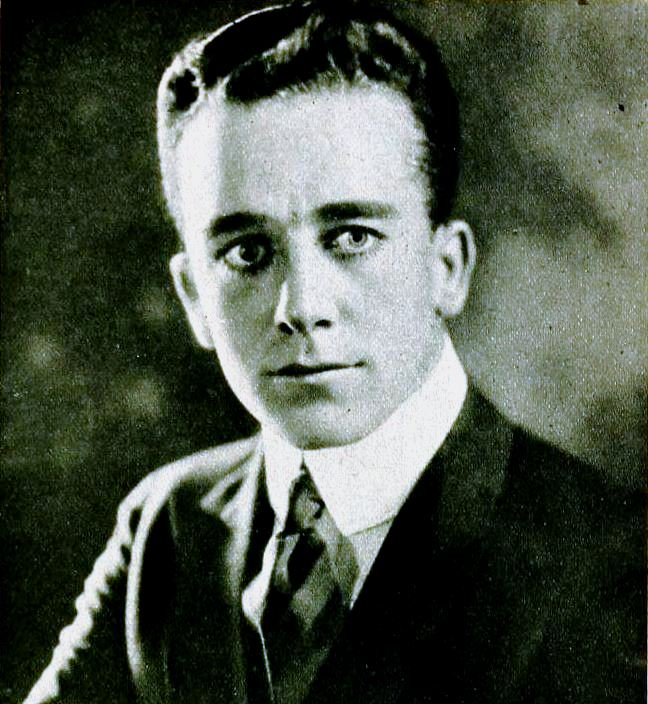
Jack Mulhall, estrela do seriado.

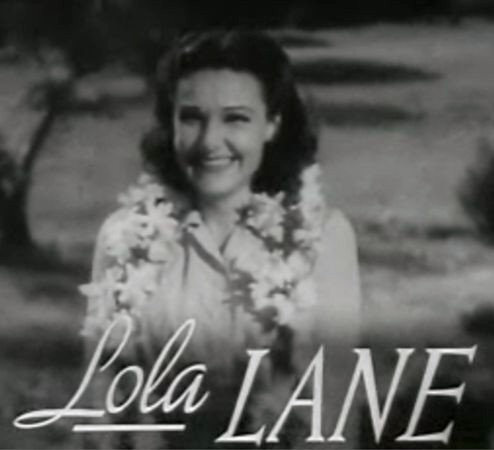
Lola Lane é uma das quatro Lane Sisters, que fizeram sucesso cantando nos anos 1920 e 1930. No seriado, Lola interpreta Marjorie Temple.

Burn'Em Up Barnes é um seriado estadunidense de 1934, gênero aventura, dirigido por Colbert Clark e Armand Schaefer, em 12 capítulos, estrelado por Jack Mulhall, Frankie Darro e Lola Lane. Foi produzido e distribuído pela Mascot Pictures, e veiculou nos cinemas estadunidenses a partir de 16 de junho de 1934.
O seriado é um remake do filme homônimo de 1921.
Foi lançada, simultaneamente, uma versão editada com 74 minutos, nos cinemas.

## Elenco
- Jack Mulhall … Burn'em Up Barnes, automobilista apelidado "King of the Dirt Track" e co-proprietário da empresa de ônibus escolar Temple Barnes Transportation
- Frankie Darro … Bobbie Riley, ajudante de Barnes
- Lola Lane … Marjorie Temple, proprietária da Temple (posteriormente Temple Barnes) Transportation e de uma terra que contém petróleo
- Julian Rivero … Tony, o atrapalhado mecânico de Marjorie, de sotaque italiano
- Edwin Maxwell … Lyman Warren
- Jason Robards … John Drummond, o vilão promotor de corridas que descobre que a terra de Marjorie vale milhões e vai tentar obtê-la
- Francis McDonald … Ray Ridpath, automobilista vilão que trabalha para Drummond
- Edward Hearn ... Parker [Cap. 2-5] (não-creditado)

## Capítulos
1. King of the Dirt Tracks
2. The Newsreel Murder
3. The Phantom Witness
4. The Celluloid Clue
5. The Decoy Driver
6. The Crimson Alibi
7. Roaring Rails
8. The Death Crash
9. The Man Higher Up
10. The Missing Link
11. Surrounded
12. The Fatal Whisper

Fonte:

## Seriado no Brasil
Burn'Em Up Barnes, sob o título O Conquistador Audaz, foi aprovado pela censura brasileira, de acordo com o Diário Oficial da União, em 11 de novembro de 1942, sendo portanto provável que o seriado tenha estreado no país entre os anos de 1942 e 1943.